# Драгановка (Чемеровецкий район)
Драгановка (укр. Драганівка) — село в Чемеровецком районе Хмельницкой области Украины.
Население по переписи 2001 года составляло 812 человек. Почтовый индекс — 31652. Телефонный код — 3859. Занимает площадь 2,211 км². Код КОАТУУ — 6825283802.

## Местный совет
31652, Хмельницкая обл., Чемеровецкий р-н, с. Заречанка, ул. Ленина, 78